# Kelaat-M'Gouna
Kelaat M'Gouna, également connue sous son nom Tachelhit: Tighremt n Imgounen (ⵜⵉⵖⵔⵎⵜ ⵏ ⵉⵎⴳⵓⵏⵏ Tighremt in Imgunen en tamazight, قلعة مݣونة en arabe), est une ville du Sud du Maroc, située dans la région de Drâa-Tafilalet et la province de Tinghir. Le nom de la ville s'inspire de la région montagneuse d'Ighil M'Goun et de Asif Imgoun. Principalement peuplée par une communauté Chleuh, Kelaa M'Gouna se trouve dans la célèbre "Vallée des Roses". Elle est renommée pour la culture de la Rosa damascena, ou rose de Damas, un pilier économique local important grâce à la production d'huile essentielle et de divers produits dérivés.

## La ville
Parmi les quartiers d’El Kelaa on trouve : Ait Aissi, R'kon, Elkelaa, Zaouit n'Oguerd, Ait Baâmrane, Hay Annahda, Ait Boubker, Merna, Taltnamarte et les quartiers du centre-ville. De nombreux Douars l'entourent, mais ne font pas partie du territoire de la municipalité. Parmi ces villages, se trouvent Aït Sidi Boubker, Ifri, Zaouit Elbir, Amdnagh, Sarghin, Tizi Ait Ihya, Timskelt, Aït Boukidour Tazzakht, Taourirt, Tasswit et Bouharrou. 
Deux souks sont organisés chaque semaine : celui du mardi est réservé uniquement au commerce du bétail et celui du mercredi est destiné aux marchandises et à l'alimentation.
Au centre-ville se trouvent le lycée Al Wouroud (les roses) dont le nom fait référence aux roses des vallées de Dadès et de M'Goun et le lycée Ait Baamrane.
Il existe une usine pour la distillerie de la rose et la production de l'eau de rose et les huiles essentielles et d'autres produits cosmétiques, il existe aussi un nombre important d'unités de distillation des roses.
La ville est connue pour ses danseuses qui dansent le Ahidouss (danse amazighe) très rapidement et en rythme.
Elle est réputée pour la culture biologique des roses de Damas (Rosa damascena) d'où vient le nom de la ville qui est aussi appelée « La vallée des roses ».

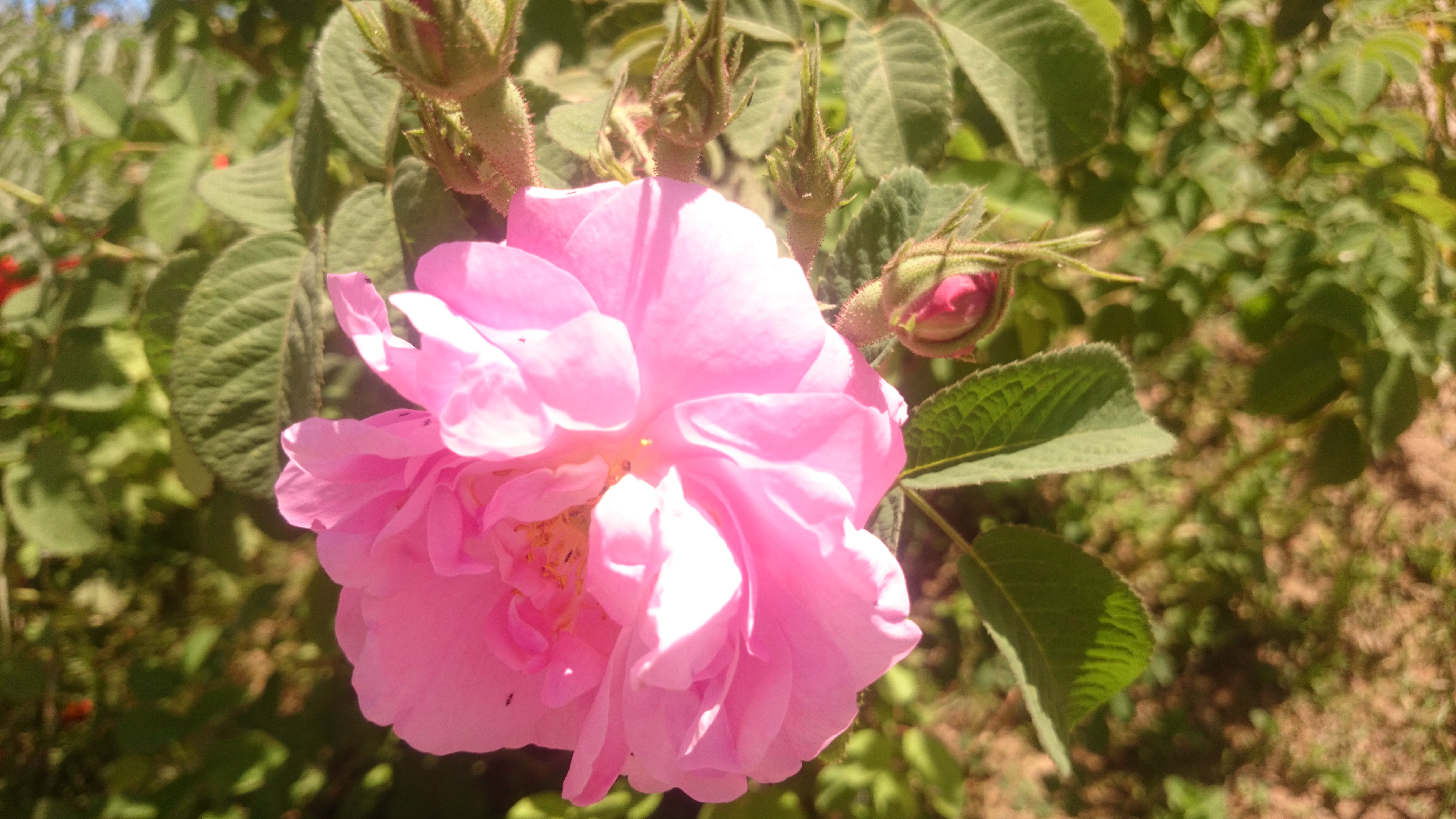
La rose de Kelaât Mgouna.

L'auteur Gilles Perrault, au chapitre XX dans son livre "Notre ami le roi", évoque la présence d'une prison secrète.

## Fête des Roses

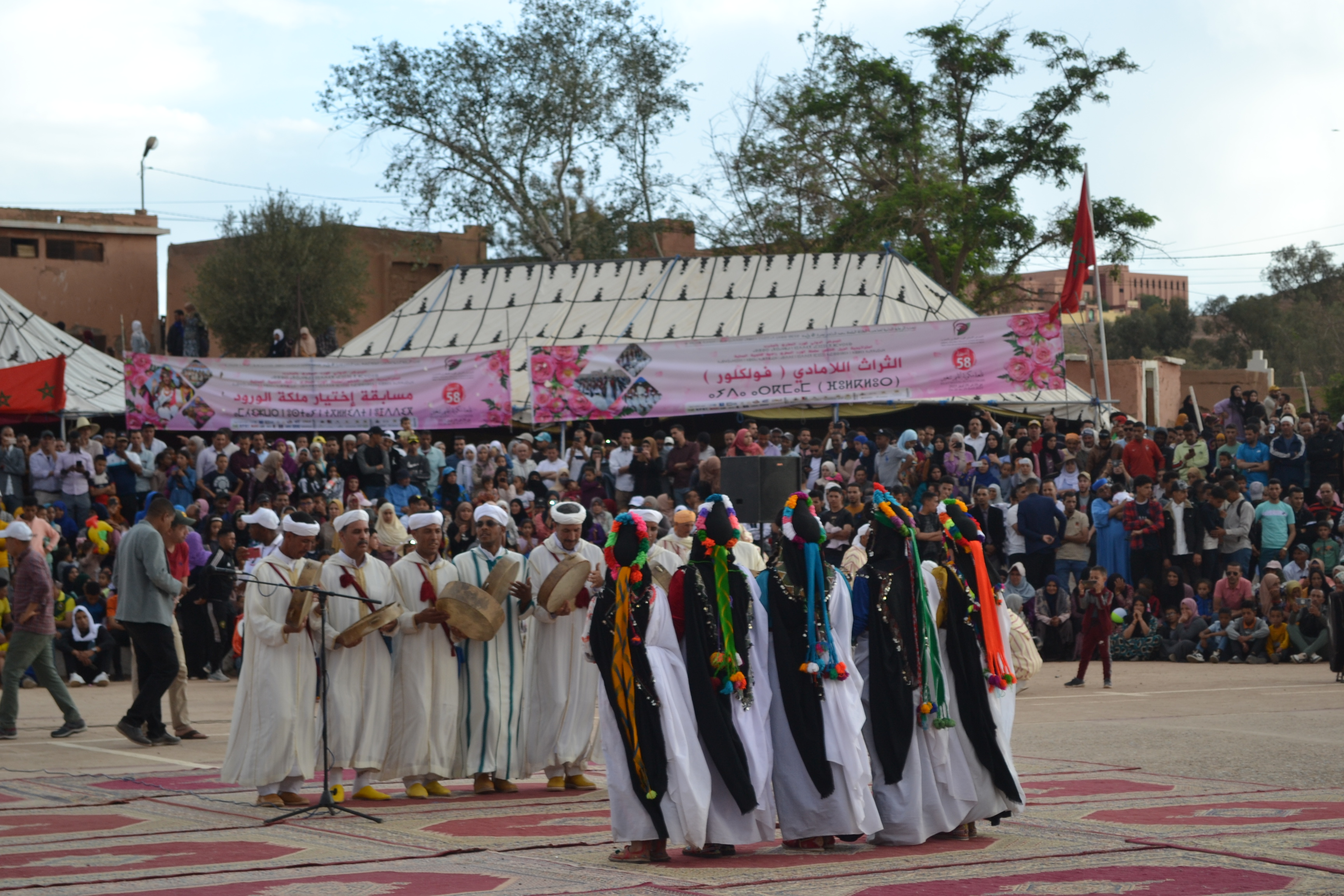

La fête des Roses est organisée au mois de mai de chaque année. Cette fête de 4 jours, célèbre l'arrivée des roses des vallées du Dadès et du M'Goun. La manifestation  qui a atteint les 300 000 visiteurs en 2015 constitue l'occasion d'accueillir des troupes musicales qui affirment l'identité de la région à la fois par le type musical et par le costume traditionnel et ses accessoires.
Durant ce festival, Kelaat M'Gouna double sa population. Les Marocains habitant les autres villes du royaume et les touristes étrangers viennent découvrir une région connue pour ses parfums et produits cosmétiques à base d'eau de rose ainsi que pour l'accueil et la chaleur de ses habitants.

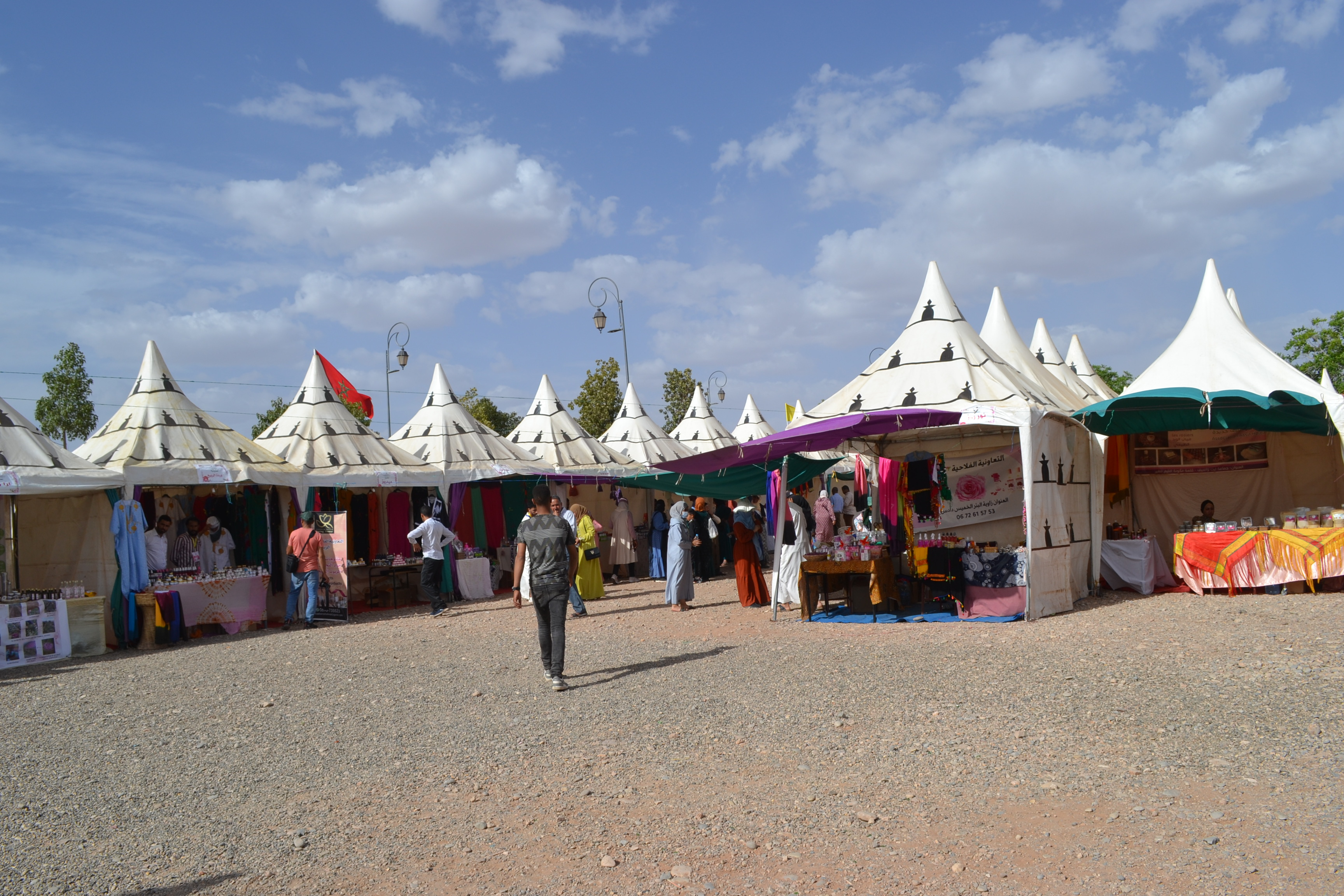

La fête est aussi l'occasion pour les visiteurs d’El-Kelaa de découvrir sa petite foire où se vendent les produits artisanaux et agricoles de la région.

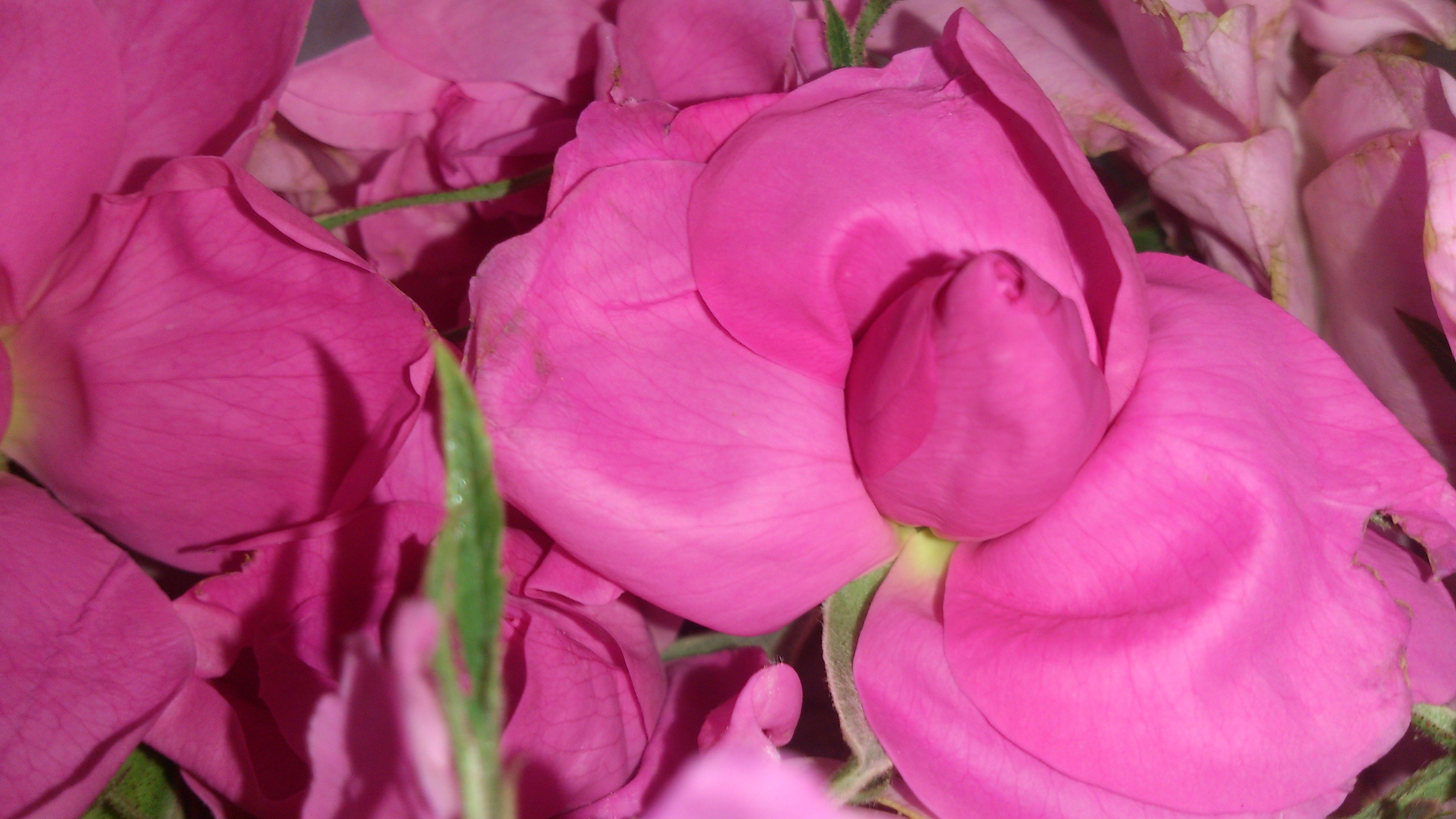
La rose de Damas (Rosa xdamascena).